# Кејли Квоко
Кејли Кристин Квоко (енгл. Kaley Cuoco; IPA: ; 30. новембар 1985. Камарило, Калифорнија) је америчка глумица, најпознатија по улогама Пени у америчком ситкому Штребери, односно Бриџет Хенеси у ситкому 8 Simple Rules.
Рођена је у породици Гарија Кармајна Квокоа (Италијан пореклом) и Лејн Ен Вингејт. Глумачку каријеру је започела 1992. ТВ филмом Quicksand: No Escape. Постала је популарна улогом Марше Брејди у Growing Up Brady 1999. те улогом у ситкому Ladies Man. Године 2004, поред улоге у серији 8 Simple Rules, тумачила је и главну улогу у минисерији 10.5, у ABC-овом филму Crimes Of Fashion и у независном филму Debating Robert Lee.
Године 2004. нашла се на 74. месту FHM-ове листе 100 најсексипилнијих Американки 2004. Касније те године је почела да позајмљује глас лику Бренди у цртаном филму Дизни канала, Brandy and Mr. Whiskers.
Била је у вези са колегом Џонијем Галекијем (Leonard- The Big Bang Theory). У браку са Рајаном Свитингом била је од 2013 до 2016 и касније са Карлом Куком од 2018 до 2021

## Филмографија
| Улоге Кејли Квоко |                                   |               |                                       |           |
| Година            | Српски назив                      | Изворни назив | Улога                                 | Напомена  |
| 2020.             | Стјуардеса                        |               | Кеси Бауден                           | ТВ серија |
| 2019–             | Харли Квин                        |               | др Харлин Квинзел / Харли Квин (глас) | ТВ серија |
| 2015.             | Алвин и веверице: Велика авантура |               | Еленор (глас)                         |           |
| 2014.             | Ко преживи, причаће               |               | Жена у продавници                     |           |
| 2007–2019.        | Штребери                          |               | Пени                                  | ТВ серија |
| 2006.             |                                   |               |                                       |           |
| 2005.             |                                   |               |                                       |           |
| 2004.             |                                   |               |                                       |           |
| 2001.             |                                   |               |                                       |           |
| 2000.             |                                   |               |                                       |           |
| 1999.             |                                   |               |                                       |           |
| 1997.             |                                   |               |                                       |           |
| 1997.             |                                   |               |                                       |           |
| 1995.             | Виртуозност                       |               |                                       |           |